# Vers une écologie de l’esprit
Vers une écologie de l’esprit, publié pour la première fois en 1972, est un recueil de textes publiés par Gregory Bateson tout au long de sa carrière. Bateson décrit ainsi son projet, au début de la préface au recueil :
« Étalés sur une période de trente-cinq ans, ces textes une fois réunis proposent une nouvelle façon de concevoir les idées et ces agrégats d'idées que je désignerai sous le nom générique d'“esprit”. Je désigne cette conception du nom d'“écologie de l'esprit” ou écologie des idées, une science qui, en tant que branche de la théorie de la connaissance, n'existe pas encore ».